# Čaprginci
Čaprginci is een plaats in de gemeente Okučani in de Kroatische provincie Brod-Posavina. De plaats telt 13 inwoners (2001).